# Pederobba
Pederobba est une commune italienne de la province de Trévise dans la région Vénétie en Italie.

## Administration
| Période                                  | Période | Identité | Étiquette | Qualité |
| ---------------------------------------- | ------- | -------- | --------- | ------- |
|                                          |         |          |           |         |
| Les données manquantes sont à compléter. |         |          |           |         |

### Hameaux
Onigo di Piave, Covolo di Piave

### Communes limitrophes
Alano di Piave, Cavaso del Tomba, Cornuda, Crocetta del Montello, Monfumo, Valdobbiadene, Vidor

### Jumelages
- Hettange-Grande (France) depuis 1977